# Amour et Psyché (Zucchi)
Pour les articles homonymes, voir Amour et Psyché.
Amour et Psyché – en italien Amore e Psiche – est un tableau réalisé en 1589 par le peintre italien Jacopo Zucchi. De format vertical, cette huile sur toile est une peinture mythologique qui représente Psyché découvrant l'aspect de Cupidon à la lumière de la lampe à huile dont une goutte va le sortir de son sommeil. L'œuvre est conservée à la Galerie Borghèse de Rome.